# 니콜라이 알호
니콜라이 알렉산테리 알호(핀란드어: Nikolai Aleksanteri Alho, 1993년 3월 12일~)는 핀란드의 축구 선수로, 포지션은 라이트백이다. 현재 수페르리가 엘라다 클럽인 아스테라스 트리폴리스와 핀란드 국가대표팀 소속으로 활동하고 있다. 알호는 축구 외에도 핀란드의 어린이와 젊은이들과 관련된 다양한 대의를 지원하는 자선 활동으로 유명하다.

## 구단 경력

### HJK
그의 지역 팀 HJK의 선수인 알호는 2011년 프로 계약을 체결하기 전에 예비군인 클루비 04를 거쳐 2014년까지 헬싱키에 기반을 둔 팀에 남게 되었다.
2013년 6월 13일, 그는 HJK에서 첫 리그 경기를 치렀고, 인테르 투르쿠와의 홈 경기에서 6-0으로 승리하며 두 골을 넣었다. 2013년 9월 17일, 그는 2015년 말까지 유효한 계약을 체결했다.
2014년 HJK는 UEFA 유로파리그 조별 리그에 진출했다. 알호는 예선 플레이오프 라운드 경기에서 라피트 빈을 상대로 결정적인 골을 넣었다.

### 할름스타드
알호는 2017년 1월에 알스벤스칸 팀인 할름스타드로 이적했다. 그는 한 시즌 만에 떠났다. 힘든 시즌을 보낸 후 팀은 다시 수페레탄으로 강등되었다.

### HJK로의 복귀
알호는 2018년 시즌을 위해 다시 HJK로 이적했다. 성공적인 시즌을 보낸 후, HJK는 베이카우스리가에서 우승했다. 이번이 알호의 네 번째 국내 챔피언십이었다.
2018년 시즌 동안 알호는 전 HJK 감독 미카 레쿠소에 의해 라이트백으로도 활약했다. 속도, 공격성, 크로스 능력으로 잘 알려진 알호는 현대의 라이트백으로 완벽하게 어울렸다. 알호는 교체 선수로 활약하며 2019년 시즌에도 라이트백으로 성공적인 시즌을 보냈다.

### MTK 부다페스트
그는 2021년 겨울 이적 시장이 시작될 때 헝가리 팀인 넴제티 버이녹샤그 I 클럽 MTK 부다페스트와 계약했다.

### 볼로스
그는 2022년 겨울 이적 시장이 시작될 때 공개되지 않은 이적료로 수페르리가 엘라다 클럽 볼로스와 계약했다. 2022년 12월 19일, 그의 계약은 2023-24년 시즌이 끝날 때까지 연장되었다. 2022-23년 시즌, 클럽에서 첫 풀 시즌 동안 그는 모든 대회에서 팀 내 다른 어떤 선수보다 많은 시간을 뛰었다. 2023-24년 시즌이 끝난 후, 그는 클럽을 떠날 것이라고 발표했다.

### 아스테라스 트리폴리스
2024년 6월 17일, 알호는 수페르리가 엘라다 클럽 아스테라스 트리폴리스와 2년 자유 이적 계약을 체결했다.

## 국가대표팀 경력
그는 2014년 1월 24일, 오만 니즈와의 니즈와 스포츠 콤플렉스에서 열린 오만과의 친선 경기에서 핀란드 국가대표팀으로 성인 데뷔 전을 치렀다.
알호는 2021년 5월 29일, 스웨덴과의 UEFA 유로 2020 대회 전 친선 경기에 소집되었다.

## 개인사
알호의 친아버지는 가나인이고 어머니는 핀란드인이다. 그는 얼마 지나지 않아 잉글랜드인 어머니와 핀란드인 아버지에게 입양되었고, 여동생과 함께 에스푸에서 자랐다. 그는 핀란드어와 영어를 모두 모국어로 구사한다.